# Clefmont
Clefmont is een gemeente in het Franse departement Haute-Marne (regio Grand Est) en telt 219 inwoners (2005). De plaats maakt deel uit van het arrondissement Chaumont.

## Geografie
De oppervlakte van Clefmont bedraagt 18,8 km², de bevolkingsdichtheid is 11,6 inwoners per km².
De onderstaande kaart toont de ligging van Clefmont met de belangrijkste infrastructuur en aangrenzende gemeenten.

## Demografie
Onderstaande figuur toont het verloop van het inwonertal (bron: INSEE-tellingen).